# Dipartimento di Durazno
Il dipartimento di Durazno è uno dei 19 dipartimenti dell'Uruguay, con capitale l'omonima città.
Ubicato al centro del Paese, a nord è delimitato dal Rio Negro che lo separa dai dipartimenti di Río Negro e Tacuarembó mentre ad est, sudest, sud ed ovest confina rispettivamente con i dipartimenti di Cerro Largo, Treinta y Tres, Florida e Flores.
Con 57 088 abitanti (censimento 2011) risulta il quarto dipartimento meno popolato, oltre che il secondo con la minor densità con 4,90 abitanti per km2

## Ordinamento del Dipartimento

### Comuni
All'interno del dipartimento esistono due comuni: Sarandí del Yí e Villa del Carmen.
Nel 2018 è stata avanzata la proposta per la creazione di un terzo municipio che comprenda la capitale Durazno.
| Mappa | Comune           | Superficie (km²) | Popolazione (ab) | Densità (ab/km²) |
| ----- | ---------------- | ---------------- | ---------------- | ---------------- |
|       | Sarandí del Yí   | 656,2            | 7 389            | 11               |
|       | Villa del Carmen | 479,2            | 2 891            | 6                |

### Città principali
Elenco delle città principali e delle località minori, secondo i dati del censimento del 2011.
| Città            | Popolazione |
| ---------------- | ----------- |
| Blanquillo       | 1.084       |
| Villa del Carmen | 2.692       |
| Centenario       | 1.136       |
| Cerro Chato      | 1.124       |
| Durazno          | 34.368      |
| La Paloma        | 1.443       |
| Santa Bernardina | 1.094       |
| Sarandí del Yí   | 7.176       |

| Località          | Popolazione |
| ----------------- | ----------- |
| Aguas Buenas      | 86          |
| Baygorria         | 161         |
| Carlos Reyles     | 952         |
| Feliciano         | 77          |
| Las Palmas        | 24          |
| Ombúes de Oribe   | 89          |
| Pueblo de Álvarez | 29          |
| Rossell y Rius    | 72          |
| San Jorge         | 502         |

La popolazione rurale corrisponde a 4 784 abitanti.